# Octamyrtus glomerata
Octamyrtus glomerata är en myrtenväxtart som beskrevs av Ryozo Kanehira, Sumihiko Hatusima och Cyril Tenison White. Octamyrtus glomerata ingår i släktet Octamyrtus och familjen myrtenväxter. Inga underarter finns listade i Catalogue of Life.